# Diffusie

Schematische illustratie van diffusie

Diffusie is de nettoverplaatsing door de willekeurige beweging van deeltjes. De willekeurige beweging is het gevolg van de kinetische energie die deze deeltjes bezitten. Bij verschillen in concentratie leidt diffusie tot een nettoverplaatsing van deeltjes van plaatsen met een hoge concentratie naar plaatsen met een lage concentratie.

## Beschrijving

### Factoren die diffusie beïnvloeden
De verplaatsing die een deeltje per tijdseenheid kan uitvoeren hangt af van diverse factoren. Een hogere temperatuur zal ervoor zorgen dat een deeltje meer kinetische energie krijgt, en dus sneller diffundeert. Ook de grootte van een deeltje is van belang: een klein ion diffundeert in een oplossing veel sneller dan een eiwit. Verder is de hoeveelheid wrijving die een deeltje ontmoet een belangrijke factor: een hogere viscositeit verlaagt de diffusiesnelheid.
Belangrijk is ook de aggregatietoestand van een stof: in een gas verloopt diffusie veel sneller dan in een vloeistof. In een kristalrooster zijn de bewegingsmogelijkheden van deeltjes beperkt.

### Gemiddelde kwadratische verplaatsing en de diffusiecoëfficiënt
Om kwantitatief iets te kunnen zeggen over diffusie, moet er een grootheid gedefinieerd worden voor
de snelheid waarmee deeltjes diffunderen. Het is niet zinvol om deze diffusiesnelheid te definiëren in m⋅s−1. Immers, bij willekeurige beweging bewegen de deeltjes alle kanten op, zodat de gemiddelde verplaatsing (bijna) gelijk is aan 0. Daarom wordt gekeken naar het gemiddelde van de kwadraten van alle verplaatsingen. Dit levert een bruikbare eenheid op, die de gemiddelde kwadratische verplaatsing (Engels: mean square displacement) wordt genoemd. Deze neemt lineair toe met de tijd: hoe meer tijd er verstrijkt, hoe verder de deeltjes kunnen bewegen. Op grond hiervan kan een constante, namelijk de diffusiecoëfficiënt, worden gedefinieerd. Deze diffusiecoëfficiënt wordt afgekort als D en heeft als eenheid m2⋅s−1. Het is dus de gemiddelde kwadratische verplaatsing per tijdseenheid.

### Concentratiegradiënten en de wet van Fick
Wanneer er in een systeem sprake is van een verschil in concentratie, is er door diffusie een netto flux (verplaatsing van deeltjes) in de richting van de laagste concentratie (bij afwezigheid van andere krachten die specifiek op die deeltjes werken). Bij een concentratiegradiënt wordt daarom de diffusiecoëfficiënt gebruikt in de wet van Fick. De wet van Fick vertelt dat een grotere diffusiecoëfficiënt en een scherpere concentratiegradiënt leiden tot een grotere flux. De flux kan omschreven worden als het netto aantal deeltjes dat per tijdseenheid een bepaald oppervlak passeert.

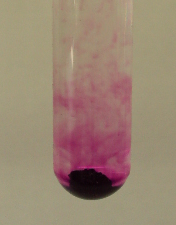
Diffusie van kaliumpermanganaat in water.

### Voorbeelden van diffusie
Diffusie is een relatief langzaam proces. Diffusie treedt vaak op in combinatie met andere vormen van stoftransport, zoals actieve menging en (turbulente) convectie. Met enkel diffusie (zonder turbulente menging en thermische convectie) zou het in theorie ongeveer een jaar duren voordat je het zou ruiken wanneer je je schoenen uittrekt. Op kleinere schaal, zoals op het niveau van een cel, is diffusie van veel groter belang.
Voorbeelden van diffusie zijn:
- Een druppel kleurstof in water die zich in de loop van de tijd verspreidt, waardoor alle vloeistof na verloop van tijd dezelfde kleur heeft (door verschil in dichtheid speelt convectie hier meestal ook een belangrijke rol in)
- Voedingsstoffen die vanuit de darm door de darmwand in het bloed komen (resorptie).
- Zuurstof die vanuit de ingeademde lucht in de longblaasjes naar het bloed gaat en koolstofdioxide dat in de andere richting gaat.
- Uraniumhexafluoride dat de lichte isotoop van uranium (235U) bevat, gaat sneller door een hindernis heen dan een molecule met de zwaardere isotoop (238U). Vroeger was dit proces (gasdiffusie) een veel gebruikte methode om uranium te verrijken.

Veel biologische systemen en technische toepassingen maken gebruik van diffusie.

### Diffusie in kristalroosters
Diffusie treedt ook op in kristalroosters, zoals metalen en zouten. Bij het sublimeren van deze materialen worden vacatures (lege plekken) in het kristalrooster opgenomen. Atomen die door warmtetrillingen voldoende energie krijgen om de energiebarrière (activeringsenergie) naar een vacature op een nabijgelegen roosterpunt te nemen, kunnen van positie verspringen. Daarbij laten ze dan een lege plek achter waarnaar weer hetzelfde of een ander atoom kan springen. Op deze manier kunnen atomen en vacatures door een kristalrooster wandelen. Vlak onder het smeltpunt gaat dat vrij snel, maar bij lagere temperaturen langzaam tot zeer langzaam. Behalve door een kristalrooster kan er ook veel snellere diffusie plaatsvinden langs fouten in het kristalrooster (dislocaties), korrelgrenzen en oppervlakten. Diffusie van atomen tijdens het stollen wordt segregatie genoemd. 
Bij zogenaamde zelfdiffusie (diffusie van atomen die identiek zijn aan die in het kristalrooster) kan de diffusie gemeten worden door gebruik te maken van radioactieve tracers. Kennis over diffusie en segregatie is belangrijk voor materiaalkundige eigenschappen als ductiliteit of breekbaarheid.
Een materiaalkundige toepassing van diffusie is bijvoorbeeld het diffusielassen.

## Andere betekenissen van diffusie
Niet alleen bij materie wordt soms gesproken van diffusie:
- Diffusie van warmte heet warmtegeleiding;
- Diffusie van elektrische lading is een van de oorzaken van elektrische geleiding; diffusie van positieve en negatieve ladingdragers spelen een belangrijke rol in halfgeleidertechnologie;
- Geluidsdiffusie, zie Diffusiteit (muziek);
- Diffusionisme, wanneer culturen, talen en godsdiensten worden verspreid vanuit hun gebieden van oorsprong